# 輔成会
輔成会（ほせいかい）は、司法保護事業（更生保護）の統率機関で、1939年（昭和14年）に財団法人日本少年保護協会及び財団法人昭徳会と合併して、財団法人司法保護協会となった。更生保護法人日本更生保護協会の前身に当たる。

## 概要
明治天皇の大喪のときの恩赦令で、100余の釈放者保護団体が設立され、大正2年、監獄協会は中央保護会を設け、釈放者保護団体の連絡指導機関とした。
1914年（大正3年）、三井八郎次郎の寄付金を得て財団法人輔成会が結成され、中央保護会の事務は輔成会に移された。はじめは釈放者保護事業の助成のみに力を注いだが、1924年（大正13年）以降、少年保護や微罪不起訴処分者の保護、仮釈放者保護など、すべての司法保護事業の達成を期した。当時、800有余の団体が加盟していた。
主な事業は、加盟団体の監督統率、経済的助成、司法保護事業職員養成所の設置、機関誌『輔成会会報』（のちの『保護時報』）の発行、保護デーの施行などであった。
事務所は東京市麹町区三番町7の12。